# Charakterystyka prędkościowa
Charakterystyka prędkościowa – charakterystyka przedstawiająca zależność podstawowych lub pomocniczych parametrów pracy silnika. 
Charakterystyka prędkościowa przedstawia zależność określonych parametrów charakteryzujących pracę silnika spalinowego przy różnych prędkościach obrotowych dla ustalonych więzów. 
Parametrami, które można określić są:
- moment obrotowy, moc użyteczna, sekundowe zużycie paliwa, jednostkowe zużycie paliwa, współczynnik napełnienia, współczynnik składu mieszanki, kąt zapłonu lub wtrysku paliwa, skład spalin, ciśnienia w komorze spalania, temperatury spalin i inne. Natomiast ograniczeniem jest stałe położenie przepustnicy dla silnika z zapłonem iskrowym lub listwy sterującej dawką paliwa dla silnika z zapłonem samoczynnym. Dla silników z zapłonem iskrowym wyróżnia się następujące rodzaje charakterystyk:
- charakterystykę zewnętrzną maksymalnej mocy, sporządzana jest dla całkowitego otwarcia przepustnicy z równoczesną w każdym punkcie pomiarowym regulacją składu mieszanki i kąta zapłonu, zapewniającą największą moc silnika,
- charakterystykę eksploatacyjną, sporządzana jest ona analogicznie jak charakterystyka zewnętrzna, tylko przy eksploatacyjnych, zgodnych z zaleceniami wytwórcy silnika, regulacjach składu mieszanki oraz kąta zapłonu,
- charakterystykę mocy częściowej, która sporządzana jest przy częściowo otwartej przepustnicy oraz niezmiennych, eksploatacyjnych regulacjach składu mieszanki i kąta zapłonu.